# Pseudoxenodon inornatus
Espèce
Synonymes
- Pseudoxenodon jacobsonii Lidth De Jeude, 1922

Statut de conservation UICN

 LC  : Préoccupation mineure
Pseudoxenodon inornatus est une espèce de serpents de la famille des Pseudoxenodontidae.

## Répartition
Cette espèce est endémique d'Indonésie.

## Sous-espèces
Selon The Reptile Database (10 septembre 2013) :
- Pseudoxenodon inornatus inornatus Boie, 1827 de Java
- Pseudoxenodon inornatus buettikoferi Brongersma & Helle, 1951 de Kalimantan
- Pseudoxenodon inornatus jacobsonii Lidth De Jeude, 1922 de Sumatra

## Publications originales
- Boie, 1827 : Bemerkungen über Merrem's Versuch eines Systems der Amphibien, 1. Lieferung: Ophidier. Isis von Oken, Jena, vol. 20, p. 508-566 (texte intégral)
- Brongersma & Helle, 1951 : Notes on Indo-Australian snakes I. Proceedings of the Koninklijke Nederlandse Academie van Wetenschappen. Series C: Biological and Medical Sciences, vol. 54, p. 3-10.
- Lidth De Jeude, 1922 : Snakes from Sumatra. Zoologische Mededelingen, Leiden, vol. 6, p. 239-253 (texte intégral).